# Isserpent
Isserpent (okzitanisch gleichlautend) ist eine französische Gemeinde mit 560 Einwohnern (Stand 1. Januar 2022) im Département Allier in der Region Auvergne-Rhône-Alpes (bis 2015 Auvergne). Sie gehört zum Arrondissement Vichy und zum Gemeindeverband Pays de Lapalisse. Die Bewohner werden Issertois genannt.

## Geografie
Die Gemeinde Isserpent liegt im Naturraum Montagne Bourbonnaise am Rande der Monts de la Madeleine, einem nördlichen Ausläufer des Zentralmassives, etwa 20 Kilometer östlich von Vichy. Die Fließgewässer im  26,31 km² umfassenden Gemeindeareal entwässern nach Nordwesten zum Allier oder nach Norden zur Besbre. Den höchsten Punkt im Gemeindegebiet bildet der Mont Aigu mit 543 Metern über dem Meer. Zur Gemeinde zählen neben dem Dorf Isserpent die Ortsteile und Weiler Les Veyles, Tacard (teilweise), Neuville, La Grande Borne, Verpillat, Les Acacias, Les Maréchaux, Chez Bertrand, Les Sapins, Mazelle, Les Bêches, Le Bois Rouge, L'Hérault (teilweise), Gazillan, Chez Perrichon, La Planche, Chez Talon, Le Tilleul, Chez Mandot, Chez Genête, Chez Gagot, Le Souchet, Chez Fournier, Les Quatre Chemins, La Gare, Le Froid, La Fougeraie, Cazot, L'Embouche, Petit Moulin, Moret, Charbannière, Le Moulin, Château Beauplan, Les Bois Dieu, La Gâte, La Chalée (teilweise), La Loge Gade, Les Corres, Chandian, Domaine Neuf, La Cabotte, Châteauroux, Rossignat, Le Bois Raymond, Pertuis Grassot, Le Pilozet, Chez Gade, La Carrière, Les Rocs, Montgenet, Le Bois Montgenet, Vigirière, La Rue, Le Rez de Landier, Landier, Chez Nesson, Les Étrelins, Chez Brigaud, Chez Chagnier, Pragoulin, Le Grand Chemin, La Croix Rouge und Le Moulin Corre. Umgeben wird Isserpent von den Nachbargemeinden Le Breuil im Osten, Châtel-Montagne im Südosten, Nizerolles im Süden, Molles im Südwesten sowie Saint-Christophe im Westen und Nordwesten.

## Geschichte
Eine Erklärung für die Herkunft des Ortsnamens könnte das aus dem Keltischen stammende Präfix issarn sein, was Eisen bedeutet.
Urzeitliche Werkzeuge und Waffen aus der Jungsteinzeit sowie Fliesen und Töpferwaren aus der gallorömischen Zeit deuten auf eine frühe Besiedlung der Gegend um Isserpent. Um Isserpent gibt es mehrere mittelalterliche Motten. In schriftlichen Dokumenten ist das Vorhandensein einer Pfarrgemeinde Isserpent bereits im 12. Jahrhundert überliefert.

### Bevölkerungsentwicklung
| Jahr      | 1962 | 1968 | 1975 | 1982 | 1990 | 1999 | 2006 | 2013 | 2021 |
| Einwohner | 761  | 677  | 569  | 536  | 511  | 485  | 493  | 517  | 559  |

In den Jahren 1881 und 1886 wurden mit jeweils 1300 Bewohnern die bisher höchsten Einwohnerzahlen ermittelt. Die Zahlen basieren auf den Daten von cassini.ehess und INSEE.

## Sehenswürdigkeiten
- Kirche Saint-Bonnet, neugotischer Bau aus dem späten 19. Jahrhundert, an der Stelle der alten Burg des Dorfes errichtet.
- Herrenhaus im Ortsteil Châteauroux mit zwei abgestumpften Türmen aus dem 13. Jahrhundert, Ende des 16. Jahrhunderts umgebaut, im 17. Jahrhundert umgebaut
- Château Beauplan, Villa mit Park aus dem 19. Jahrhundert
- teilweise erhaltene unterirdische, in Granit gehauene Zufluchtsstätte im Ortsteil La Carrière
- Gefallenendenkmal
- mehrere Flurkreuze

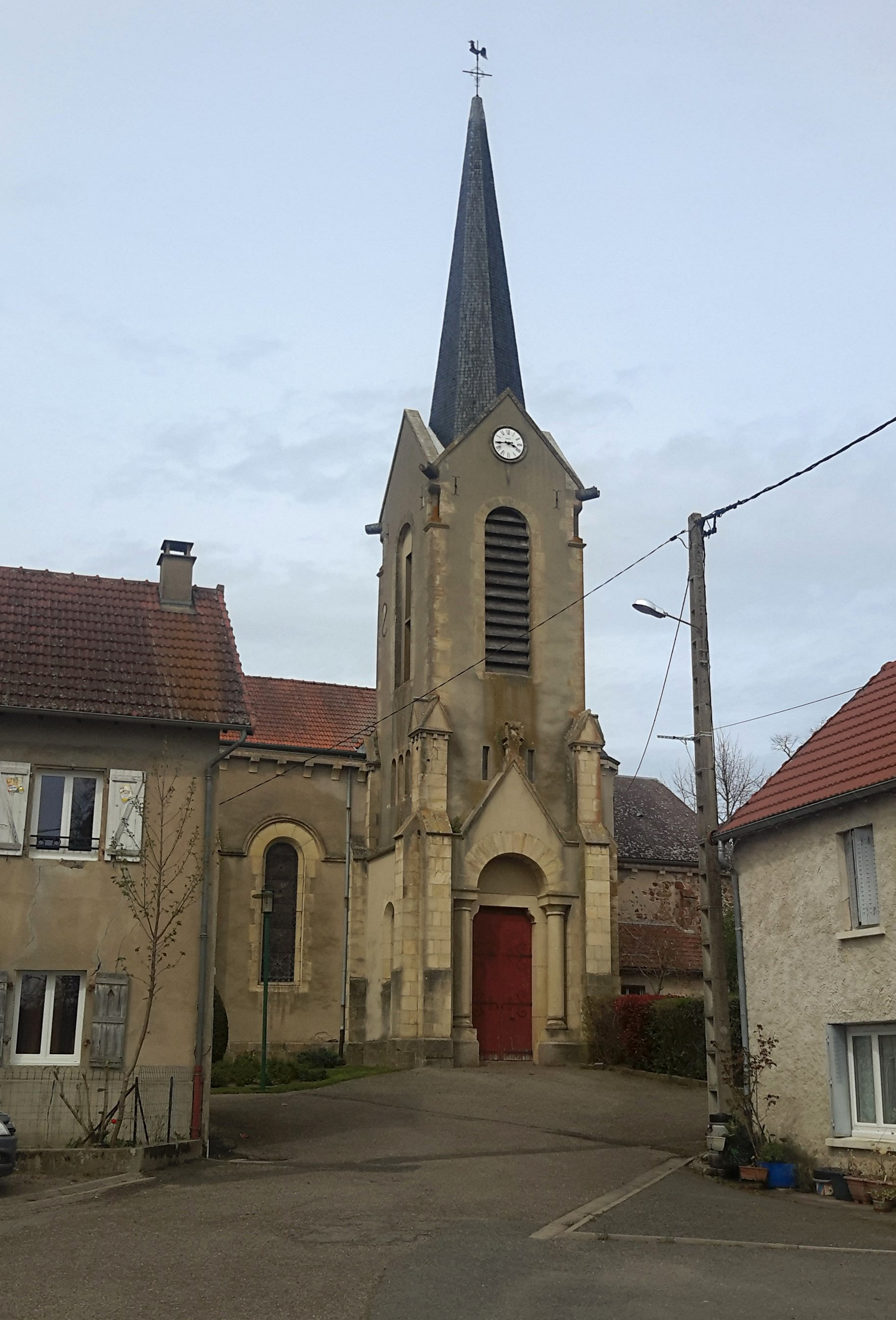
Kirche Saint-Bonnet
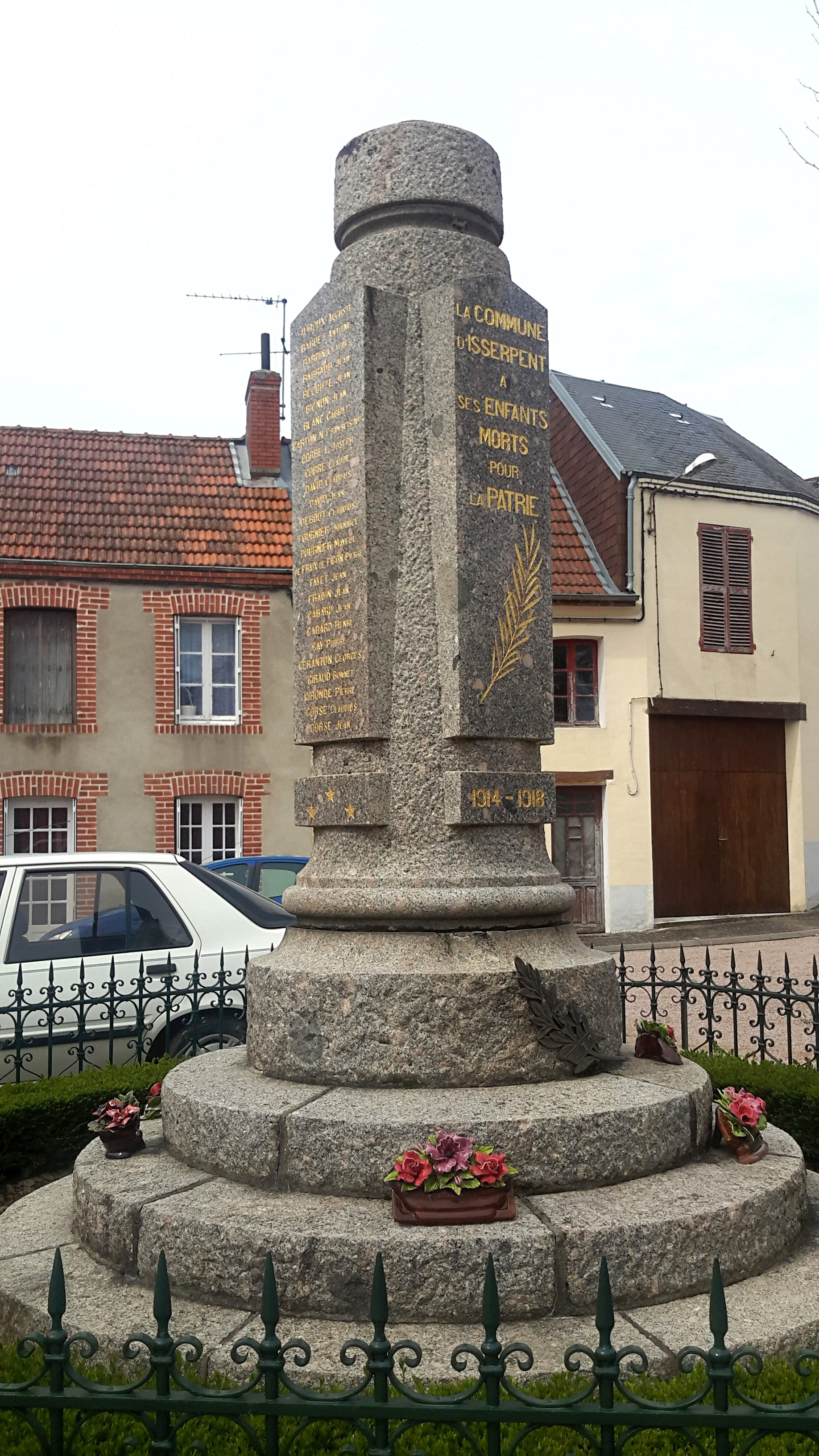
Gefallenendenkmal

## Wirtschaft und Infrastruktur
In Isserpent sind 22 Landwirtschaftsbetriebe ansässig (Getreideanbau, Milchviehhaltung, Geflügelzucht).
In der 20 Kilometer entfernten Stadt Vichy besteht ein Anschluss an die Autoroute A719. Der Bahnhof Vichy liegt an der Bahnlinie von Saint-Germain-des-Fossés nach Darsac.

## Belege
1. ↑  Geschichte auf cc-paysdelapalisse.fr (französisch)
2. ↑  Isserpent auf cassini.ehess
3. ↑  Isserpent auf INSEE
4. ↑  Landwirtschaftsbetriebe auf annuaire-mairie.fr (französisch)